# Athanase IV d'Alexandrie
Pour les articles homonymes, voir Athanase.
Athanase IV d'Alexandrie est un  patriarche melkite d'Alexandrie  de 1417 ?  à 1425 ?

## Contexte
Parfois considéré comme « Athanase III », selon L'Art de vérifier les dates il n'est connu que par son nom.